# Robbiate
Robbiate é uma comuna italiana da região da Lombardia, província de Lecco, com cerca de 4.961 habitantes. Estende-se por uma área de 4 km², tendo uma densidade populacional de 1240 hab/km². Faz fronteira com Calusco d'Adda (BG), Imbersago, Merate, Paderno d'Adda, Ronco Briantino (MI), Verderio Inferiore, Verderio Superiore, Villa d'Adda (BG).

## Demografia
| Variação demográfica do município entre 1861 e 2011                               |
|                                                                                   |
| Fonte: Istituto Nazionale di Statistica (ISTAT) - Elaboração gráfica da Wikipedia |